# Aviva Wrede
Aviva Wrede (* 23. Februar 1999) ist eine schwedische Schauspielerin.

## Leben und Karriere
Wrede wurde am 23. Februar 1999 geboren. Ihr Debüt gab sie 2016 in der Fernsehserie Hashtag. Anschließend war sie 2018 in dem Kurzfilm Götaplatsen #flerochfler zu sehen. Außerdem bekam Wrede 2021 in der Serie Zebrarummet eine Hauptrolle. Unter anderem spielte sie 2022 in Allt som blir kvar mit. 2023 wurde Wrede für den Film Hypnose gecastet.

## Filmografie (Auswahl)
- 2016: Hashtag (Fernsehserie)
- 2016: Götaplatsen #flerochfler (Kurzfilm)
- 2021: Zebrarummet (Fernsehserie)
- 2022: Allt som blir kvar (Fernsehserie)
- 2023: Hypnose (Hypnosen, Film)